# Nicola Ercolani
Nicola Ercolani (10 novembre 1969) è un ex sciatore alpino sammarinese.

## Biografia
Ercolani debuttò in campo internazionale in occasione dei XV Giochi olimpici invernali di Calgary 1988 dove, dopo esser stato portabandiera di San Marino durante la cerimonia di apertura, si classificò 45º nel supergigante, 56º nello slalom gigante e 45º nello slalom speciale; in seguito prese parte ai XVI Giochi olimpici invernali di Albertville 1992, dove si piazzò 66º nel supergigante e non completò lo slalom gigante e lo slalom speciale, e ai  XVII di Lillehammer 1994, sua ultima presenza olimpica, dove non completò lo slalom gigante. Si ritirò all'inizio della stagione 1995-1996 e la sua ultima gara fu uno slalom speciale FIS disputato il 15 dicembre a Savognin; non debuttò in Coppa del Mondo né prese parte a rassegne iridate.